# Cocoa West, Florida
Cocoa West är en ort (CDP) i Brevard County, i delstaten Florida, USA. Enligt United States Census Bureau har orten en folkmängd på 5 925 invånare (2010) och en landarea på 9,4 km².